# Біба Петро Микитович
Петро́ Мики́тович Бі́́ба (1 липня 1913, Новомиргород — 2002) — український поет, член Спілки письменників України (з 1948), заслужений працівник культури УРСР.

## Життєпис
Походив з сім'ї службовця. Ще школярем почали друкувати його вірші.
Після трудової школи працював у редакціях газет — Новомиргородської районної та Нікопольської міської. Друкувався у дитячих журналах — «Більшовиченята», «Червоні квіти».
Учасник Другої світової війни — сержант, помічник командира мінометного взводу, згодом — 212-ї мотострілецької дивізії. Брав участь у боях за Шепетівку, Черкаси, Кременчук, виходив з оточення по німецьких тилах. У вересні 1941 поранений в бою під Хмільником. Після лікування в госпіталі командував мінометним взводом Закавказького фронту. Важко поранений у жовтні 1942-го при штурмі Санчарського перевалу. Війну закінчив старшиною.
В післявоєнний час редагував альманах «Вогні Придніпров'я». 1950 року заочно закінчив Нікопольський учительський інститут. Наприкінці 1950-х — відповідальний секретар дніпропетровської обласної газети «Зоря». До 1962 року — заступник редактора «Робітничої газети».
В 1962–1975 роках був головним редактором газети «Культура і життя».
1948 року вийшла його перша збірка поезій «Братерство» (перевидана 1983), згодом:
- 1951 — «Великий почин»,
- 1956 — «З любов'ю»,
- 1958 — «Слухаю серце»,
- 1961 — «А ми — навколо Сонця»,
- 1967 — «Струм»,
- 1970 — «Вись»,
- 1973 — «Час»,
- 1980 — «Краплини теплого дощу»,
- 1982 — «Година зоряна — життя»,
- 1986 — «З вершини літа»,

- 1988 — «Цвіт багряний»,
- 1998 — «Грані»,
- 2001 — «Будем жить».

Меморіальна дошка на честь Петра Микитовича Біби встановлена на будинку у Києві, де він жив (Бульвар Лесі Українки, 19)

Деякі його вірші перекладені азербайджанською, білоруською, болгарською, вірменською, естонською, російською, чеською мовами.
У Новомиргороді — рідному місті письменника, в листопаді 2015 року його іменем названо вулицю.
В журналі «Перець» № 13 за 1973 р розміщено дружній шарж А. Арутюнянца, присвячений 60-літтю П. Біби.

## Нагороди
- Орден Вітчизняної війни І ст.
- орден Трудового Червоного Прапора
- орден «Знак Пошани» (4.05.1962)
- Почесна грамота Президії ВР УРСР
- Заслужений працівник культури УРСР